# Фуросемід
Фуросемі́д (англ. Furosemide) — лікарський засіб, петльовий діуретик. Фармакотерапевтична група: С03СА01 — високоактивні діуретики. Препарати сульфамідів.

## Основна фармакотерапевтична дія та ефекти ЛЗ
Антигіпертензивна, сечогінна дія; потужний діуретик швидкої і короткочасної дії; діє на мозковий сегмент висхідної частини петлі Генле; підвищує вибіркове виведення іонів натрію максимум до 35 % і, залежно від дози, стимулює ренін-ангіотензин-альдостеронову систему; до настання справжнього діуретичного ефекту знижує переднавантаження серця у результаті розширення магістральних судин, при збереженій функції нирок і за відсутності виражених набряків.

## Показання до застосування
Набряки у результаті захворювань серця, печінки, нирок, набряки при прееклампсії і еклампсії; хр. СН, комбінації з іншими ЛЗ; набряки при опіках; АГ (при порушенні функції нирок і при протипоказаннях до застосування салуретиків).

## Спосіб застосування та дози
Дорослим рекомендована початкова доза 40 мг; за відсутності діуретичного ефекту через 6-8 год повторно приймають ще 80-120 мг; за відсутності діуретичного ефекту можна застосувати дозу 160 мг за один прийом; підтримуюча доза — 40 мг, до 80 мг на день; МДД — 300 мг; дітям призначають у дозі 1-2 мг/кг/добу; тривалість курсу лікування визначається індивідуально.

## Побічна дія та ускладнення при застосуванні
При тривалому застосуванні у високих дозах — гіпокаліємія, гіпонатріємія, гіпокальціємія, гіповолемія, дегідратація і схильність до тромбоутворення, інших порушень водно-електролітного балансу організму, гіпотензія, діарея, запор, порушення слуху, висипання, лейкопенія, агранулоцитоз, тромбоцитопенія, анафілактичний шок, тимчасове підвищення рівня креатиніну, сечовини, холестерину і тригліцеридів у крові, а також прискорене виділення іонів кальцію із сечею, погіршення наявного ЦД та подагри або прояви симптомів латентного до того часу ЦД, при застосуванні більш високих доз хворими похилого віку можливий розвиток циркуляторного колапсу.

## Протипоказання до застосування
Тяжка печінкова недостатність; ниркова недостатність, яка супроводжується анурією і олігурією; гіпокаліємія; гіперчутливість до фуросеміду і сульфонамідних препаратів; зменшення об'єму крові (гіповолемія) з або без зниження тиску крові (гіпотензія); г. отруєння саліцилатами.

## Форми випуску
Табл. по 40 мг; р-н для ін'єкцій 1 % по 2 мл в амп.

## Торгова назва
1. ФУРОСЕМІД, ВАТ «Луганський ХФЗ»
2. ФУРОСЕМІД, ЗАТ НВЦ «Борщагівський ХФЗ»
3. ФУРОСЕМІД, АТ «Галичфарм»
4. ФУРОСЕМІД, Філія ТОВ "Дослідний завод «ГНЦЛС» для ТОВ "Дослідний завод «ГНЦЛС»
5. ФУРОСЕМІД-ДАРНИЦЯ, ЗАТ "Фармацевтична фірма «Дарниця»
6. ЛАЗИКС, ЛАЗИКС®, «Aventis Pharma Limited», Індія
7. ФУРОСЕМІД, Balkanpharma-Dupnitza AD, Болгарія
8. ФУРОСЕМІД, Sopharma JSC, Болгарія
9. ФУРОСЕМІД, РУП «Борисовський завод медичних препаратів», Республіка Білорусь